# Cuando fui león
Cuando fui león és un curtmetratge humorístic dirigit per Manuel Marín, protagonitzat pel comediant espanyol Ramper (Ramón Álvarez Escudero) en la que fa un dels seus monòlegs, i produït per Feliciano Manuel Vitores. Pertany a una sèrie de tres curtmetratges juntament amb En confesionario (1928) i Va usted en punto con el banco (1928). Es tracta d'una de les primeres produccions sonores del cinema espanyol.

## Repartiment
- Ramón Álvarez Escudero (Ramper)